# طاحونة هوائية

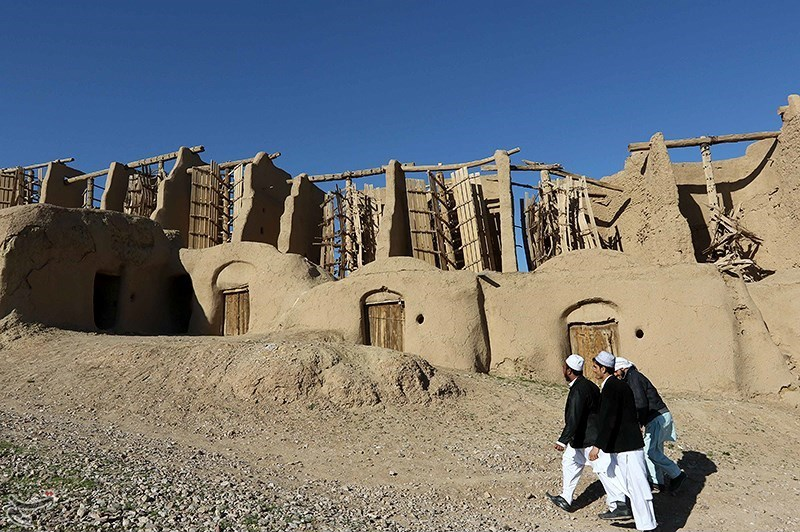
«الرحى التي تدور بالرياح» وصفها المسعودي ولا زالت من التقاليد المتوارثة في إقليم خراسان

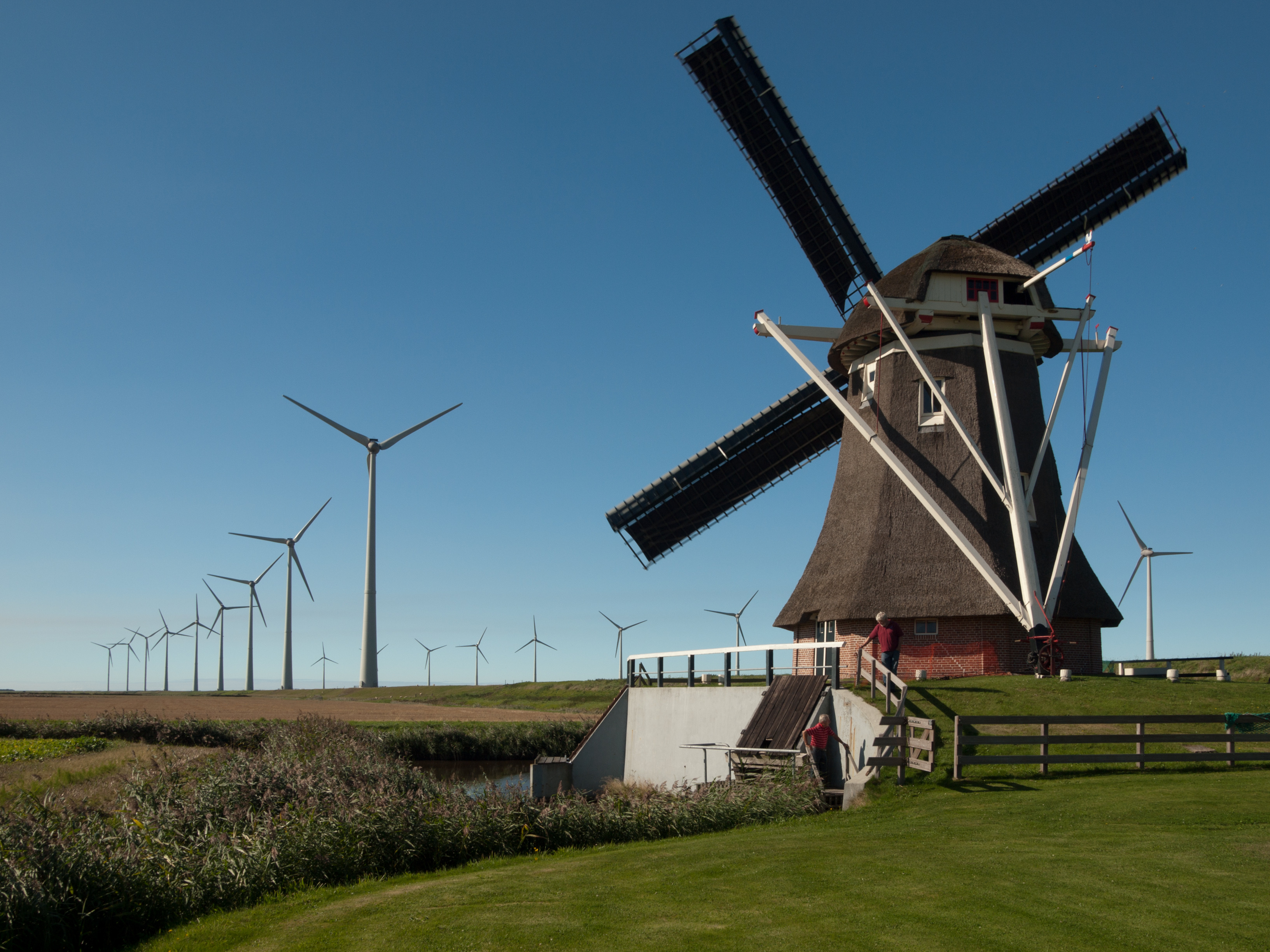
طاحونة هوائية قديمة، وتوربينات الرياح الحديثة.

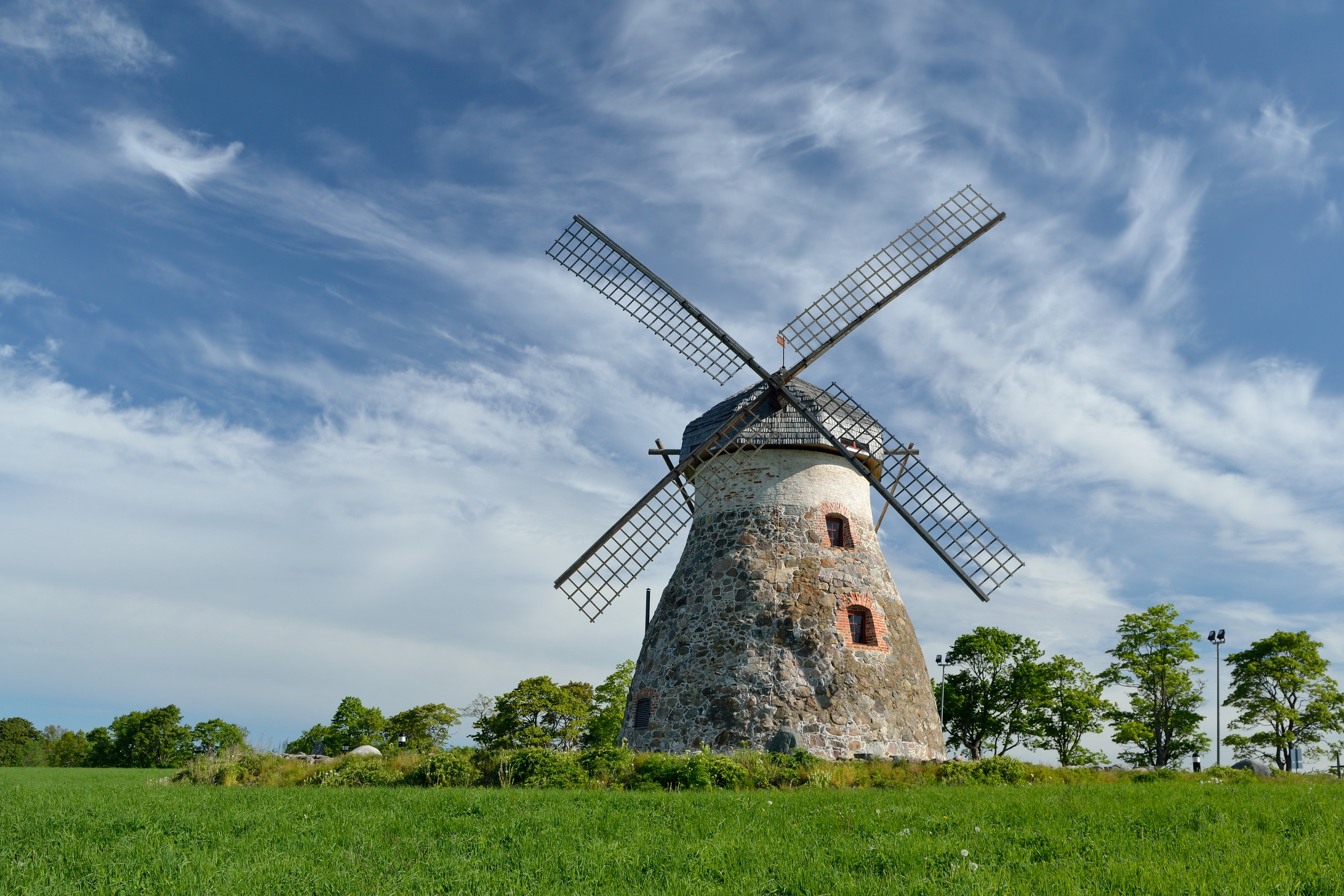
طاحونة هوائية في دولة إستونيا الواقعة في منطقة البلطيق.

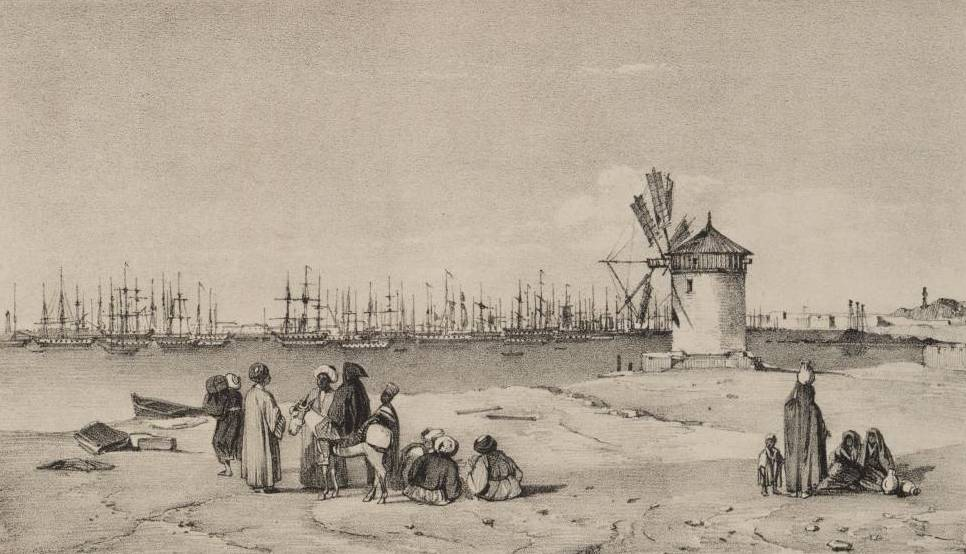
في الإسكندرية سنة 1841م

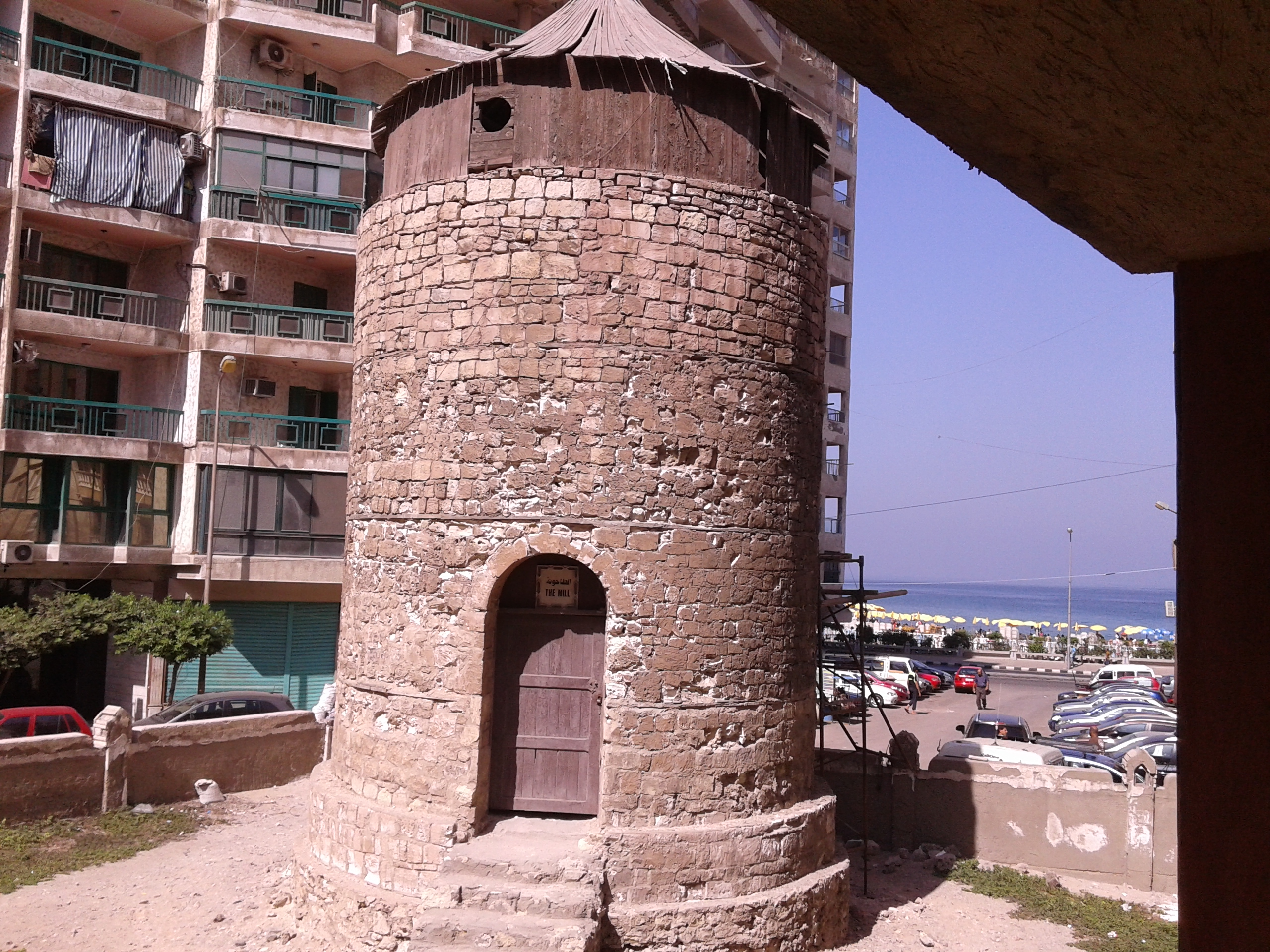
طاحونة المندرة الأثرية بالإسكندرية، من عصر محمد علي باشا، وقد بنى مثلها في عدة مدن مصرية.

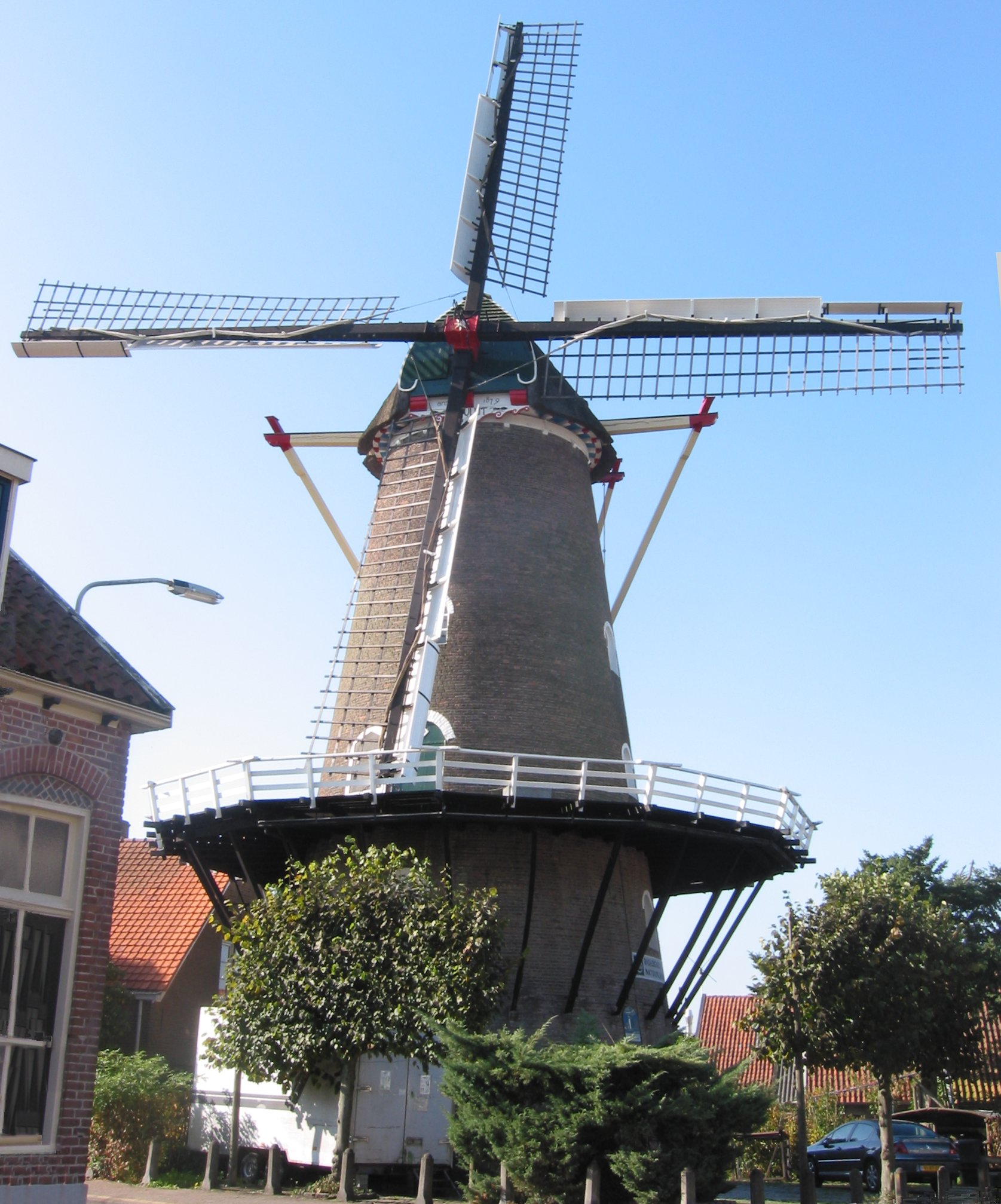
طاحونة هوائية تقليدية بمقاطعة خيلدرلند الهولندية.

الطاحونة الهوائية آلة تعمل عن طريق قوة الرياح، ومصممه لتحويل الطاقة، من طاقة حركية إلى أشكال أخرى من الطاقة مثل الطاقة الكهربائية بشكل مفيد واقتصادي في نفس الوقت عن طريق شفرات أو أشرعة هوائية تدور حسب سرعة الرياح، ونظرا لاعتمادها على الهواء فإنها تتواجد بكثرة على السواحل وأيضا بعيدا عن المدن نظرا لصدور أصوات عالية جدا نتيجة احتكاك شفراتها لتوليد الطاقة، وتتواجد بكثرة في أوروبا.

## تاريخ الطاحونة الهوائية
يعود تاريخ تشغيل أول طاحونة هوائية إلى القرن الأول الميلادي، حيث يصفها أيرن المجانقي في هذا الوقت أنها أول آله أستخدمت في توليد الطاقة في التاريخ، وقد أستخدم المحور الرأسي للطواحين لأول مرة في بسيستان شرق بلاد فارس في القرن التاسع كما وصفها الجغرافيون المسلمون، والمحور الأفقي لطواحين الهواء من النوع الذي يستخدم عادة اليوم تم اختراعه في شمال غرب أوروبا في عام 1180

## طريقة العمل والصنع
- شفرات دوارة أو أشرعة - تعمل كحواجز ضد الرياح في شكلها البسيط، عندما تجبر الريح الشفرات على التحرك تكون قد حولت البعض من طاقتها إلى الدوران لتنشأ الطاقة الحركية.
- عمود - يوصل بمركز دوران هذه الشفرات أو الأشرعة ومثبت بالأرض، يحول الطاقة الناتجة عن الدوران إلى المولد ليولد الطاقة الكهربائية من خلال المولد.
- هيكل المحرك وهو غطاء يحوي:

ـ صندوق تروس: يزيد سرعة العمود بين مركز الدوار والمولد.
ـ مولد: يستعمل الطاقة التدويرية من العمود لتوليد كهرباء باستخدام الكهرومغناطيسية، يقوم باستخدام الطاقة المتولدة من خلال الشفرات والأشرعة والسلوك الموصولة خلال العمود لإنتاج طاقة كهربائية مما يولّد جهد كهربائي يخرج من خطوط الكهرباء للتوزيع على المناطق.
ـ وحدة سيطرة إلكترونية : نظام مراقبة يوقف التوربين في حال حدوث عطل ويسيطر على آلية الانحراف.
ـ برج : يدعم الدوار وهيكل المحرك ويرفع كامل التركيب إلى ارتفاع عال.
ـ أجهزة كهربائية : تجلب الكهرباء من المولد في الأسفل خلال البرج وتسيطر على العديد من عناصر أمان التوربين.

## طواحين الهواء ذات المحور الرأسي
الطواحين ذات الأعمدة الرأسية ظهرت منذ مدة طويلة، ظهرت على شكل مستطيل وشفرات في بلاد فارس في القرن التاسع لأول مرة، ويذكر أيضا في أحد الروايات أن طاحونه كانت موجودة في عصر الخليفة الثاني عمر بن الخطاب عام 634م، 644م مصنوعة من ستة أشرعة إلى إثني عشر شراع من الحصير والقماش، وكانت تستخدم لطحن الحبوب في هذا الوقت وعملية الري، ولكنها تختلف تماما عن الأنواع الأوروبية، ووجدت أيضا هذه الأنواع من الطواحين الهوائية في الصين في القرن الثالث عشر.

## طواحين الهواء ذات المحور الأفقي
طواحين الهواء الثابتة والموجهة إلى الرياح على سبيل المثال كانت تستخدم على نطاق واسع في جزر سيكلاديز في اليونان، وفي شمال غربي أوروبا استخدمت في الربع الأخير من القرن الثاني عشر في شمال فرنسا وشرق إنجلترا وفلاندرز.
قبل الثورة الصناعية كانت هناك أهمية كبيرة لطواحين الهواء باعتبارها أهم مصادر الطاقة التي تستخدم في المجال الصناعي، وحل محلها المحركات البخارية ومحركات الاحتراق الداخلي ومحركات الديزل.

## الطواحين الهوائية الحديثة

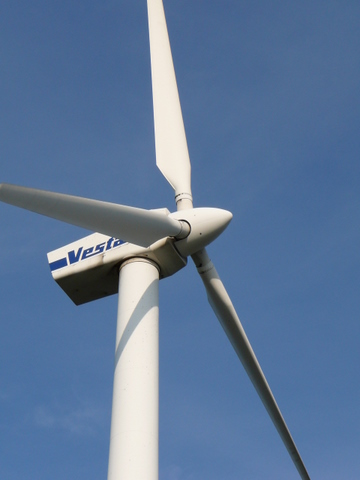
عنفة هوائية عصرية في السويد تعمل بنفس المبدأ لكن تستخدم لتوليد الكهرباء لا لطحن الغلال

أحدث الأجيال من طواحين الهواء يطلق عليها التوربينات الهوائية أو مولدات الرياح، وتستخدم في توليد الكهرباء، فالطواحين الهوائية الحديثة مصممة فقط لتحويل الطاقة من الرياح إلى كهرباء، فأكبر توربينات الرياح يمكن أن تولد ما يصل إلى قوة 6 ميجاوات (بلمقارنة بالوقود الأحفوري يولد ما بين 500 و 1300 ميجاوات، ومع تزايد القلق حول المشاكل البيئية وأهمها الاحتباس الحراري حيث تقترب نسب الوقود الأحفوري في النضوب فتعتبر الطاقة الهوائية ذات اهتمام عالي باعتبارها مصدرا للطاقة المتجدده والغير ملوثة للبيئة، وهو يشكل صورة أكثر فائدة في توفير ما يكفي من الطاقة لمناطق عديدة من العالم.
أحد المجالات التي أصبحت ذات شعبية في جميع أنحاء الغرب الأوسط للولايات المتحدة نظرا لكميات كبيرة من الرياح فالتوربينات أصبحت مفيدة جدا.

## مضخات الرياح
هو نوع من الطواحين الهوائية تستخدم من أجل ضخ المياه من الآبار أو تجفيف الأراضي، وتستخدم مضخات الرياح على نطاق واسع في جنوب أفريقيا وأستراليا وفي المزارع والسهول الوسطى من الولايات المتحدة. في جنوب أفريقيا وناميبيا لا تزال آلاف مضخات الرياح تعمل حتى الآن. وتستخدم معظمها لتوفير المياه للاستخدام البشري، فضلا عن مخزون كبير من المياه لشرب الأغنام.
كينيا أيضا من البلاد التي استفادت من مضخات الرياح الأفريقية لتطوير التكنولوجيات في نهاية عقد السبعينات، فقد قدمت أحد المنظمات غير الحكومية في المملكة المتحدة فريق دعم هندسي لأحد الشركات الكينية الهندسية لتنمية مضخات الرياح.
هولندا أيضا من البلاد المشهورة بطواحين الهواء والقديمة في هذا المجال، حيث بنيت أول طاحونة هوائية لضخ المياه في هولندا منذ ستمائة سنة، وتحتفل البلاد بهذه المناسبة بتسمية العام 2007 عام الطواحين، ومعظم هذه الهياكل الواقعة على طول المناطق في هولاندا ما هي إلا مضخات رياح، تهدف إلى تجفيف الأراضي. وهذه تعتبر أهمية خاصة لأن كثير من البلاد تقع تحت مستوى سطح البحر.
بنيت مضخات رياح كثيرة في المملكة المتحدة لتجفيف الأراضي. ومنذ ذلك الوقت تعتبر مصدر للطاقة الكهربائية، وكثير من هذه المضخات ما زالت قائمة، وبصورة رئيسية في البلدان المهجورة.
في مزارع الولايات المتحدة ولا سيما في الغرب الأوسط، أستخدمت مضخات الرياح من نوع المصورة لضخ المياه من الآبار لمزارع الماشية، وبواسطة استعمال المضخات الكهربائية في المقام الأول.

## مواقع إنترنت عن طواحين الهواء
- Architecture: Windmills على مشروع الدليل المفتوح